# Пазар на Стария град
Площад „Пазар на Стария град“ (пол. Rynek Starego Miasta) е центърът и най-старата част на Стария град във Варшава - столицата на Полша.
Веднага след Варшавското въстание той е систематично взривен от Луфтвафе. След Втората световна война площадът е построен наново.

## История
Старият градски площад е истинското сърце на Стария град. Преди края на 18 век е и сърцето на цяла Варшава. Възниква в края на 13 век, когато възниква и градът. Там представители на сдружения и търговци се срещали в кметството (построено преди 1429 г., срутено през 1817 г.), изпълнявани са присъди и екзекуции. Къщите наоколо са в готически стил преди големия пожар през 1607 г., след който са построени наново в късен ренесансов стил и в късен бароков стил от Тилман Гамерски през 1701 г.
Главната забележителност по онова време е кметството, реконструирано през 1580 г. в стил полски маниеризъм от Антонео де Райла и отново между 1620 и 1621 г. Архитектурата на сградата е близка до много други от този вид в Полша. Украсена е била с атински и четиристранни кули. Часовниковата кула, украсена с арковидна лоджия, е била покрита с луковичен шпил, типичен за варшавската минеристка архитектура (н.п. Кралският дворец). Имената на полски парламентаристи от 18 век са използвани за имена на 4-те страни на обширния (90 m на 73 m) площад.
На квартала са нанесен големи щети от бомбардировките на Луфтвафе по време на Полската кампания (1939). Градският площад отново е повреден от германската армия след потушаването на Варшавското въстание през 1944 г. Построен е наново през 1950 г. Днес е голяма туристическа атракция.

## Облик
Днешните сгради са реконструирани между 1948 и 1953 г., за да изглеждат като през 17 век, когато са били населявани обикновено от богати земеделски семейства. Варшавската русалка – бронзова скулптура от Константи Хегел, стои като символ на Варшава от 1855 г.
Всяка от 4-те страни на площада има свое име:
- Страна на Декерт (Strona Dekerta) – северната страна (номера 28-42), наименувана на Ян Декерт, който дарява жилището си на Варшавския исторически музей (входът е в сграда, наречена „Негърът“ (Pod Murzynkiem, № 36), по традиционния символ над вратата);
- Страна на Барс (Strona Barssa) – източната страна (номера 2-26), с музея на Адам Мицкевич в чест на полския поет от 19 век;
- Страна на Колонтай (Strona Hugo Kołłątaja) – западната страна (номера 15-31);
- Страна на Закжевски (Strona Zakrzewskiego) – южната страна (номера 1-13).

## Галерия

### Исторически снимки
- През 1794 г.
- През 1860-те години
- Между 1890 и 1905 г.
- Малко след войната

### Страни на площада
- Страна на Декерт
- Страна на Барс
- Страна на Колонтай
- Страна на Закжевски

### Забележителности
- Варшавската русалка
- Стенен часовник (Страна на Закжевски)
- Статуя на св. Анна (Страна на Колонтай)